# Alfonso Morales Fernández
Alfonso María Morales Fernández (Málaga, 1969) es un jurista y doctor en comunicación español especializado en el sector audiovisual. Es el secretario general de la Corporación RTVE. Fue nombrado en mayo de 2021 y en marzo de 2024 fue forzado a dimitir para que se aprobase el nombramiento de Concepción Cascajosa como presidenta interina de RTVE. El 3 de diciembre de 2024 fue nombrado de nuevo para el puesto de secretario general en la primera reunión del nuevo Consejo de Administración de RTVE con José Pablo López como nuevo presidente.  De 2017 a 2021 presidió el Consejo de Administración de Telemadrid.

## Trayectoria
Se licenció en Derecho por la Universidad Autónoma de Madrid (1987-1992) y se doctoró en Periodismo y Ciencias de la Comunicación por la Universidad Autónoma de Barcelona en 2012 con la tesis La transformación de RTVE desde la VIII legislatura. Legislación, digitalización y financiación.
Inició su carrera profesional en 1993 y tras cuatro años de ejercicio como abogado de derecho privado empezó a especializarse en el sector audiovisual. De 1998 a 2005 ejerció como técnico en la Dirección de Audiovisual y en la de Mercados y de Estudios de la Comisión del Mercado de las Telecomunicaciones. En 2005 se incorporó a la Secretaría de Estado de Comunicación del Ministerio de la Presidencia como asesor jurídico en materia de políticas públicas y marco regulatorio del sector de las telecomunicaciones, el audiovisual y la Sociedad de la Información hasta 2012 cuando comenzó a trabajar en la Dirección de Economía Digital en Red.es, adscrito a la Secretaría de Estado de Telecomunicaciones y para la Sociedad de la Información participando en proyectos relacionados con la protección de menores en Internet, ciudadanía digital y contenidos digitales. También trabajó en el Observatorio Nacional de las Telecomunicaciones y la Sociedad de la Información.
En mayo de 2016 se incorporó como consejero a propuesta de la Asociación de Usuarios de la Comunicación al Consejo de Administración de Telemadrid asumiendo en 2017 la vicepresidencia y posteriormente la presidencia hasta mayo de 2021 cuando dimitió al ser nombrado Secretario General de RTVE en el equipo propuesto por el presidente José Manuel Pérez Tornero.
En marzo de 2024 se vio forzado a dimitir como secretario general de RTVE para que se aprobara el nombramiento de Concepción Cascajosa como presidenta interina de la Corporación en el Consejo de Administración. En diciembre de 2024 fue restituido en el puesto, en la primera decisión del nuevo Consejo de Administración de RTVE con José Pablo López como nuevo presidente. Durante el periodo de marzo a diciembre, la secretaría general de RTVE estuvo vacante.
Morales ha sido también profesor de Gestión Empresarial y Derecho de la Información entre otros centros en TAI (Universidad Rey Juan Carlos) y en el Centro Universitario Villanueva adscrito a la Universidad Complutense de Madrid.

## Publicaciones
- La transformación de RTVE desde la VIII legislatura. Legislación, digitalización y financiación (2013)

- La regulación de los contenidos y la infancia (2004-2010) con Angel García Castillejo en Alfabetización mediática y culturas digitales (2010)   ISBN 978-84-693-2361-8[10]
- Panorama y perspectivas de la televisión y su impacto en la protección de la infancia en Menores y nuevas tecnologías  (2012) ISBN 978-84-309-5599-2[11]